# Uszer Oppenheim
Uszer Oppenheim, właśc. Uszer Mordka (hebr. Asher Mordehai) Oppenheim (ur. 1856, zm. 11 marca 1930) – polski przemysłowiec pochodzenia żydowskiego, właściciel kamienic, filantrop, zamieszkały i działający w Warszawie.

## Życiorys
Był właścicielem dwóch cegielni na Woli. Pierwsza była zlokalizowana na Kole w miejscu dzisiejszego parku Moczydło (stawy – glinianki są pozostałością po wyrobiskach gliny). Druga cegielnia znajdowała się pod adresem Górczewska 4 (nazywana wtedy Górczewską drogą) na skrzyżowaniu z ul. Młynarską. Cegielnie działały już na początku lat 80. XIX w. W 1897 każda zatrudniała po około 80 robotników. Cegielnia na Kole była prowadzona ze wspólnikiem Isserem Kohenem pod firma Kohen i Oppenheim. Cegielnia przy ul. Górczewskiej zakończyła prawdopodobnie działalność na początku XX w. (już pod koniec lat 80. XIX w. rozpoczęto zasypywanie glinianek). Cegielnia na Kole, pod adresem Inowrocławska 5, pracowała do śmierci Oppenheima w 1930. Firmę zlikwidowano w 1935, ale cegielnia pod innym właścicielem produkowała cegły do rozpoczęcia II wojny światowej (nie przetrwała wojny).
W taryfie z 1883 Uszar Oppenheim figuruje jako właściciel kamienicy Górczewska droga 4. W taryfie z 1897 jest właścicielem kamienicy Sienna 29. W 1904 Oppenheim jest wymieniony, pierwszy raz, jako właściciel kamienicy Królewska 31. Pod tym adresem od początku XX wieku działało także biuro handlowe (kantor) cegielni na Kole.
Był dobroczyńcą Domu Sierot Janusza Korczaka przy ul. Krochmalnej 92 oraz Warsztatów dla Nauki Rzemiosł Warszawskiej Gminy Starozakonnych.
Zmarł w Warszawie. Został pochowany na cmentarzu żydowskim na Woli.